# Juvénal Habyarimana
Juvénal Habyarimana, född 8 mars 1937 i Gisenyi i dåvarande Ruanda-Urundi, död 6 april 1994 i samband med ett flyghaveri nära Kigali, var diktator och president i Rwanda från 1973 fram till sin död 1994. 
Habyarimana tog makten 1973 i en militärkupp. Han förstärkte den politiska favoriseringen av den etniska majoritetsgruppen hutuer, som under kolonialtiden varit kraftigt förtryckta, och understödde hutunationalistiska grupper i grannlandet Burundi.
Han dödades då det flygplan han färdades i sköts ned den 6 april 1994. Med på planet var även Burundis president Cyprien Ntaryamira. Händelsen blev inledningen till folkmordet i Rwanda då militanta hutuer utnyttjade situationen genom att skylla mordet på tutsiminoriteten i landet och därmed piska upp ett hat som ledde till att närmare en miljon människor mördades. Det är ännu oklart vilka som låg bakom nedskjutningen av planet.